# هنري وادزورث لونغفيلو
هنري وادزورث لونغفيلو (بالإنجليزية: Henry Wadsworth Longfellow)‏ ـ (27 فبراير 1807 ـ 24 مارس 1882) هو شاعر وتربوي أمريكي من أهم أعماله «رحلة بول ريفير» (بالإنجليزية: Paul Revere's Ride)‏ و«أغنية هاياواثا» (بالإنجليزية: The Song of Hiawatha)‏ و«إفانجلاين» (بالإنجليزية: Evangeline)‏. وهو أول أمريكي يترجم «الكوميديا الإلهية» لدانتي.
ولد لونغفيلو في بورتلاند بولاية مين ـ وكانت آناك تابعة لولاية ماساتشوستس، وتعلم في كلية بودوين، ثم سافر إلى أوروبا وعاد ليعمل أستاذًا بكلية بودوين، ثم بجامعة هارفارد. كانت أول مجموعاته الشعرية الهامة «أصوات في الليل» (1839) و«قصص شعرية وقصائد أخرى» (1841). تقاعد لونغفيلو من التدريس سنة 1854 ليتفرغ للكتابة، وعاش ما تبقى من عمره في كامبردج بولاية ماساتشوستس، في بيت كان يستخدمه جورج واشنطن قديمًا مركزًا لقيادته.
توفيت زوجته الأولى ماري بوتر سنة 1835 من مضاعفات إجهاض، وتوفيت زوجته الثانية فرانسيس أبلتون سنة 1861 من جرّاء حروق أصابتها. وقد وجد لونغفيلو عقب وفاة زوجته الثانية عسرًا في كتابة الشعر لحين من الزمن، فاتجه إلى الترجمة.
توفي لونغفيلو في كامبردج بولاية ماساتشوستس سنة 1882 وقد جاوز عمره الخامسة والسبعين.

## روابط خارجية
- هنري وادزورث لونغفيلو على موقع IMDb (الإنجليزية)
- هنري وادزورث لونغفيلو على موقع الموسوعة البريطانية (الإنجليزية)
- هنري وادزورث لونغفيلو على موقع ميوزك برينز (الإنجليزية)
- هنري وادزورث لونغفيلو على موقع أول موفي (الإنجليزية)
- هنري وادزورث لونغفيلو على موقع قاعدة بيانات برودواي على الإنترنت (الإنجليزية)
- هنري وادزورث لونغفيلو على موقع قاعدة بيانات الأفلام السويدية (السويدية)
- هنري وادزورث لونغفيلو على موقع إن إن دي بي (الإنجليزية)
- هنري وادزورث لونغفيلو على موقع ديسكوغز (الإنجليزية)
- هنري وادزورث لونغفيلو على موقع قاعدة بيانات الفيلم (الإنجليزية)